# Softver otvorenog koda
Otvoreni softver (eng. Open source software) se odnosi na softver čiji je izvorni kod dostupan unutar „open source” licence svim korisnicima koji ga mogu menjati, prepravljati i poboljšavati njegov sadržaj. To znači da uz „open source” programe dolazi i čitav izvorni kod u nekom programskom jeziku, što nije slučaj sa plaćenim softverom.
Otvoreni softver je razvijan u kooperativnom javnom maniru. To je najistaknutiji primer razvoja otvorenog koda, često praćenog u odnosu sa (tehnički definisano) korisnički generisanim sadržajima ili (zakonski definisano) pokretom otvorenih sadržaja (eng. open-content movements)
Model otvorenog koda i razvojna saradnja konkurencije iz više nezavisnih izvora ostvarili su širok opseg dizajnerskih perspektiva, više nego što bi ijedna razvojna softverska kompanija samostalno mogla da ostvari u dužem periodu. U izveštaju (eng. Standish Group) iz 2008. godine navodi se da je usvajanje modela softvera otvorenog koda dovelo do ušteda od strane korisnika od oko 60 milijardi dolara na godišnjem nivou.

## Istorijat i karakteristike
Godine 1998, grupa pojedinaca je predstavila „open source” termin koji bi zamenio „free software”. Taj potez je označio početak open source softvera koji se mogao slobodno preuzimati sa interneta te u isto vreme videti i prepravljati njegov izvorni kod. Cilj otvorenog softvera je napraviti programe razumljivijim i dostupnim.
Danas je sve češći slučaj da se od strane zajednice, termini besplatan softver (eng. free software) i softver otvorenog koda (eng. open source software) koriste kao sinonimi ili da se opiše zajedništvo između besplatnog softvera i softvera otvorenog koda. Jedina razlika u upotrebi između ova dva termina nastaje u davanju prednosti jednom terminu u odnosu na drugi (otvoreni kod ili besplatan softver) kojom se daje mogućnost da se zna na šta se cilja. Richard Stallman je u svom članku Zašto je „slobodni softver” bolji od „otvorenog koda” - eng. Why “Free Software” is better than “Open Source” to objasnio na sledeći način: „Otvoreni kod je metodologija razvoja, a besplatan softver je društveni pokret.”
Sa više od 180 000 projekata otvorenog koda koji su danas dostupni, kompleksnost odlučivanja kako upravljati korišćenjem otvorenog koda u okviru „zatvorenih izvora”(енгл. closed-source), komercijalnih preduzeća, je drastično porasla.
Na osnovu zaključaka sa Konferencije otvorenog koda (eng. Open Source Business Conference survey) četiri su glavna razloga zašto pojedinci i organizacije sve češće biraju softver otvorenog koda: niža cena, bezbednost, otvorenost koda i bolji kvalitet.

## Definicija
Definicija Inicijative otvorenog koda (eng. The Open Source Initiative's - OSI) prepoznata je kao standardna ili de facto definicija za softver otvorenog koda. Erik S. Rejmond i Brus Pirens su osnovali OSI organizaciju u februaru 1998. godine. Nakon 20 godina evidencije razvoja zatvorenog i otvorenog koda u Internet uslovima, Inicijativa otvorenog koda - OSI je nastavila da predstavlja pogodnosti „otvorenog koda” komercijalnim preduzećima. Njihov naglasak je na prikazivanju praktičnih koristi besplatno dostupnih izvornih kodova i želja da se ostvare veliki softverski projekti i visoko-tehnološke primene u industriji sa otvorenim kodom. Definicija je zasnovana na Debijanskim smernicama za slobodan softver, koje je napisao i prilagodio prvenstveno Perens. Perens nije zasnovao svoje pisanje na „četiri slobode“ Fondacije za slobodni softver (FSF), koje su bile široko dostupne tek kasnije.
OSI koriste definiciju otvorenog koda (eng. The Open Source Definition) da bi determinisali da se softverska licenca može smatrati otvorenim kodom. Njihova definicija bazirana je na smernicama eng. Debian Free Software Guidelines, koje je napisao i prilagođavao Bruce Perens.
Po Perensovoj definiciji otvoreni kod je opisan kao širok opšti tip softverske licence koji izvorni kod čini javno dostupnim sa opuštenim ili nepostojećim ograničenjima autorskih prava. Izričita karakteristika otvorenog koda je da on može biti korišćen bez ikakvih ograničenja u upotrebi i distribuciji od strane bilo koje organizacije ili korisnika. U principu ovakav način funkcionisanja garantuje kontinuirani pristup radovima na softveru koji su u progresu i originalnim kodovima gotovih radova glavnih saradnika, što ovakvim softverima daje značajnu prednost.
Dok je prvobitno inicijalno termin "otvoreni kod"(eng. open source)korišćen da se opiše izvorni kod softvera, danas se ovaj termin upotrebljava i u raznim drugim oblastima, kao što je npr. ekologija, gde nailazimo na termin eng.Open source ecology, što je pokret za decentralizaciju tehnologije. Međutim česte su i pogrešne primene ovog termina u nekim oblastima koje imaju različite, ponekada i suprotstavljene principe i koje se samo delimično preklapaju sa inicijalnim značenjem pojma.
Uprkos tome što ga je u početku prihvatio, Ričard Stolman iz FSF-a sada se odlučno protivi da se termin „otvoreni izvor” primenjuje na ono što oni nazivaju „slobodnim softverom“. Iako se slaže da ova dva termina opisuju „skoro istu kategoriju softvera“, Stalman smatra izjednačavanje pojmova netačnim i obmanjujućim. Stolman se takođe protivi deklarativnom pragmatizmu Inicijative otvorenog koda, jer se plaši da su slobodno softverski ideali slobode i zajednice ugroženi kompromitovanjem idealističkih standarda FSF-a za slobodu softvera. FSF smatra da je besplatni softver podskup softvera otvorenog koda, a Ričard Stolman je objasnio da se DRM softver, na primer, može razviti kao otvoreni kod, uprkos tome što ne daje svojim korisnicima slobodu (ograničava ih), a samim tim se ne kvalifikuje kao slobodan softver.

### Licenciranje otvorenog koda
Open source licenciranje određuje povlastice i ograničenja za licensora koji mora pratiti ta pravila da bi koristio, mijenjao i prosljeđivao open source softver.
Licenca otvorenog koda definiše prava i obaveze koje davalac licence dodeljuje licensoru - autoru . Licenca otvorenog koda daje nosiocu licence pravo da kopira, modifikuje i distribuira izvorni kod (ili dr. sadržaje). Takođe licenca otvorenog koda nameće i određene obaveze licensoru, kao što je npr. da modifikacije koda koje se distribuiraju moraju biti dostupne u obliku izvornog koda, a navodi autora moraju biti pripisani programskoj dokumentaciji.
Inicijalno autor stiče pravo da nakon stvaranja dela poseduje autorsko pravo u tom delu i nadalje zadržava vlasništvo nad tim delom (autorstvom) dok mu licenca dozvoljava da koristi ovo pravo, kao pravo dodeljeno licencom, tj. dok god on održava obaveze definisane licencom prema vlasniku otvorenog koda. Autor takođe ima prava da dodeli, čak i proda, nasuprot pravilu slobodne licence otvorenog koda, ekskluzivna autorska prava na bilo koji deo sopstvenog rada, posle čega novi vlasnik kontroliše prava nad tim delom. Zapravo je vlasništvo autorskog prava odvojeno od vlasništva na rad, odnosno product rada, tako da osoba može posedovati deo koda, ili kopiju koda bez prava da ga nadalje kopira, menja ili redistribuira.
Kada npr. neki autor doprinese kodu nekog projekta otvorenog koda (npr. eng. |Apache.org), on to radi pod izričitom licencom (npr. Licencni ugovor Apache saradnika) ili pod implicitnom licencom (npr. licenca izvornog koda pod kojim je projekat Apache licenciran). Neki projekti otvorenog koda ne uzimaju doprinose koda pod licencu, ali zahtevaju zajedničku dodelu autorskih prava kako bi prihvatili doprinose kodu u projektu. (npr. OpenOffice.org i njihov sporazum o udruživanje autorskih prava.)
Stavljanje koda (ili drugih sadržaja) u javni domen je način odricanja autora (ili vlasnika autorskih prava) u tom delu koda. Licenca se ne dodeljuje i nije potrebna, da bi se ovakav rad, redistribuiran u javnom domenu koristio, ali i kopirao, modifikovao ili distribuirao.
Neki primeri open source licenci uključuju Apache License, BSD license, GNU General Public License, GNU Lesser General Public License, MIT License, Eclipse Public License i Mozilla Public License.

## Pokret otvorenog softvera
Pokret otvorenog softvera je većinom podržan od strane velikog broja programera, naučnika i ostalih računarskih korisnika koji zagovaraju neograničen pristup izvornom kodu nekog programa. Slobodni softver i otvoreni softver su slični ali ne isti pokreti, iako su osnovani sa sličnim namjerama. Zagovornici otvorenog softvera su mišljenja da je njihov način superiorni od zatvorenog softvera, te da su u mogućnosti zajedničkim i neograničenim radom napraviti program bolji nego kod zatvorenih projekata. Prema open source advokatima, oko 90% računarskih programera se slaže s tim da se softver ne prodaje direktno, već da se softver osmišljava za druge namjene koje bi koristile samom korisniku, uostalom vrijednost programa se mjeri po njegovoj korisnosti nego po tržišnoj cijeni i uspjehu. Prema zagovornicima open source softvera to je budućnost računarstva jer bi time ponudili sve znanje drugim postojećim i potencijalnim programerima.

## Primeri otvorenog softvera
Danas postoji mnogo otvorenih softvera koji obuhvataju skoro svaku vrstu softvera danas kao što su obrađivači teksta (OpenOffice.org), antivirusni programi (ClamAV), internet pretraživači (Mozilla Firefox), email klijente (KMail), obrađivač filma (VirtualDub), svirači filma (Media Player Classic), 3D grafički program za modeliranje (Blender 3D), obrađivači zvuka (Audacity), program za sažimanje podataka (7-Zip) kao i čitavi operativni sistemi (Linux, BSD/juniks itd.)
Za detaljniji spisak „open source” softvera pogledajte spisak otvorenog softvera.

## Literatura
- The Open Source Definition by Bruce Perens. 1999. ISBN 978-1-56592-582-3.
- Androutsellis-Theotokis, Stephanos; Spinellis, Diomidis; Kechagia, Maria; Gousios, Georgios (2010). Open source software: A survey from 10,000 feet (PDF). Foundations and Trends in Technology, Information and Operations Management. 4. стр. 187—347. ISBN 978-1-60198-484-5. doi:10.1561/0200000026.
- Coleman, E. Gabriella (2012). Coding Freedom: The Ethics and Aesthetics of Hacking. Princeton UP.
- Fadi P. Deek; James A. M. McHugh (2008). Open Source: Technology and Policy. Cambridge: Cambridge University Press. ISBN 978-0-511-36775-5.
- Chris DiBona and Sam Ockman and Mark Stone, ур. (1999). Open Sources: Voices from the Open Source Revolution. O'Reilly. ISBN 978-1-56592-582-3.
- Joshua Gay, ур. (2002). Free Software, Free Society: Selected Essays of Richard M. Stallman (PDF). Boston: GNU Press, Free Software Foundation. ISBN 978-1-882114-98-6.
- Understanding FOSS | editor = Sampathkumar Coimbatore India
- Benkler, Yochai (2002), "Coase's Penguin, or, Linux and The Nature of the Firm." Yale Law Journal 112.3 (Dec 2002): p367(78) (in Adobe pdf format)
- v. Engelhardt, Sebastian (2008). "The Economic Properties of Software", Jena Economic Research Papers, Volume 2 (2008), Number 2008-045 (PDF).
- Lerner, J. & Tirole, J. (2002): 'Some simple economics on open source', Journal of Industrial Economics 50(2), p 197–234
- Välimäki, Mikko (2005). The Rise of Open Source Licensing: A Challenge to the Use of Intellectual Property in the Software Industry (PDF). Turre Publishing. Архивирано из оригинала (PDF) 4. 03. 2009. г.
- Polley, Barry (11. 12. 2007). „Open Source Discussion Paper – version 1.0” (PDF). New Zealand Ministry of Justice. Архивирано из оригинала (PDF) 23. 2. 2018. г. Приступљено 12. 12. 2007.
- Rossi, M. A. (2006): Decoding the free/open source software puzzle: A survey of theoretical and empirical contributions, in J. Bitzer P. Schröder, eds, 'The Economics of Open Source Software Development', p 15–55.
- Open Sources: Voices from the Open Source Revolution — an online book containing essays from prominent members of the open source community
- Whence The Source: Untangling the Open Source/Free Software Debate, essay on the differences between free software and open source, by Thomas Scoville
- Berry, D M (2004). The Contestation of Code: A Preliminary Investigation into the Discourse of the Free Software and Open Software Movement, Critical Discourse Studies, Volume 1(1).
- Schrape, Jan-Felix (2017). „Open Source Projects as Incubators of Innovation. From Niche Phenomenon to Integral Part of the Software Industry” (PDF). Stuttgart: Research Contributions to Organizational Sociology and Innovation Studies 2017-03.
- Sustainable Open Source, a Confluence article providing guidelines for fair participation in the open source ecosystem, by Radovan Semancik